# Domesday Book
Domesday Book (Wilhelm Erobrerens Jordebog) fra 1086 var normannernes grundlag for skatteopkrævning i England, de erobrede 20 år tidligere.
Der er nok tale om en matrikel, men langt fra så detaljeret og fuldstændig som i dag. Den hedder på middelalderlatin Liber de Winlonia (dansk: Winchester-bogen), men blev i folkemunde kaldt Dommedagsbogen. Den fik sit navn i 1100-tallet, "fordi dens afgørelser ikke kan appelleres".. 
Værket omfatter ikke hele England. London er fx ikke med.
Oplysningerne i Domesday Book blev indsamlet mellem december 1085 og august 1086 af Vilhelm Erobrerens legater (embedsmænd).
Bogen er en vigtig kilde til viden om datidens England. Den er i dag på The National Archives i London og kan ses online Arkiveret 3. marts 2016 hos  Wayback Machine.